# مسابقات فوتبال غرب آسیا ۲۰۰۰
بازی‌های فدراسیون‌های فوتبال غرب آسیا ۲۰۰۰ اولین دوره از مسابقات قهرمانی فوتبال غرب آسیا بین روزهای (۲۳ مه - ۳ ژوئن) سال ۲۰۰۰ در امان پایتخت کشور اردن برگزار شد. تیم‌های ملی فوتبال ایران، اردن، سوریه، فلسطین، عراق، لبنان، قزاقستان و قرقیزستان در این مسابقات شرکت کردند. تیم ملی ایران با پیروزی ۱-۰ در مقابل تیم ملی سوریه در بازی‌پایانی، قهرمان این دوره شد. تیم‌ها در دو گروه چهار تیمی گروه‌بندی شدند.

## تیم‌ها
- ایران
- اردن (میزبان)
- سوریه
- فلسطین
- عراق
- لبنان
- قزاقستان
- قرقیزستان

## ورزشگاه‌ها
| امان                |
| ------------------- |
| ورزشگاه ملک عبدالله |
| گنجایش: ۲۵٬۰۰۰      |

## مرحله گروهی

### گروه (الف)
| تیم      | امتیاز | بازی | برد | مساوی | باخت | گل‌زده | گل‌خورده | تفاضل‌گل |
| -------- | ------ | ---- | --- | ----- | ---- | ----- | ------- | ------- |
| ایران    | ۷      | ۳    | ۲   | ۱     | ۰    | ۵     | ۱       | ۴+      |
| سوریه    | ۶      | ۳    | ۲   | ۰     | ۱    | ۵     | ۱       | ۴+      |
| قزاقستان | ۳      | ۳    | ۱   | ۰     | ۲    | ۳     | ۹       | ۶-      |
| فلسطین   | ۱      | ۳    | ۰   | ۱     | ۲    | ۳     | ۵       | ۲-      |

| ۲۴ مه، ۲۰۰۰ | ایران | ۳–۰ | قزاقستان | ورزشگاه ملک عبدالله٬ امان |
| ۲۴ مه، ۲۰۰۰ |       |     |          | ورزشگاه ملک عبدالله٬ امان |
| ۲۴ مه، ۲۰۰۰ |       |     |          | ورزشگاه ملک عبدالله٬ امان |

| ۲۴ مه، ۲۰۰۰ | فلسطین | ۰–۱ | سوریه | ورزشگاه ملک عبدالله٬ امان |
| ۲۴ مه، ۲۰۰۰ |        |     |       | ورزشگاه ملک عبدالله٬ امان |
| ۲۴ مه، ۲۰۰۰ |        |     |       | ورزشگاه ملک عبدالله٬ امان |

| ۲۶ مه، ۲۰۰۰ | قزاقستان | ۰–۴ | سوریه | ورزشگاه ملک عبدالله٬ امان |
| ۲۶ مه، ۲۰۰۰ |          |     |       | ورزشگاه ملک عبدالله٬ امان |
| ۲۶ مه، ۲۰۰۰ |          |     |       | ورزشگاه ملک عبدالله٬ امان |

| ۲۶ مه، ۲۰۰۰ | ایران | ۱–۱ | فلسطین | ورزشگاه ملک عبدالله٬ امان |
| ۲۶ مه، ۲۰۰۰ |       |     |        | ورزشگاه ملک عبدالله٬ امان |
| ۲۶ مه، ۲۰۰۰ |       |     |        | ورزشگاه ملک عبدالله٬ امان |

| ۲۸ مه، ۲۰۰۰ | فلسطین | ۲–۳ | قزاقستان | ورزشگاه ملک عبدالله٬ امان |
| ۲۸ مه، ۲۰۰۰ |        |     |          | ورزشگاه ملک عبدالله٬ امان |
| ۲۸ مه، ۲۰۰۰ |        |     |          | ورزشگاه ملک عبدالله٬ امان |

| ۲۸ مه، ۲۰۰۰ | ایران | ۱–۰ | سوریه | ورزشگاه ملک عبدالله٬ امان |
| ۲۸ مه، ۲۰۰۰ |       |     |       | ورزشگاه ملک عبدالله٬ امان |
| ۲۸ مه، ۲۰۰۰ |       |     |       | ورزشگاه ملک عبدالله٬ امان |

### گروه (ب)
| تیم       | امتیاز | بازی | برد | مساوی | باخت | گل‌زده | گل‌خورده | تفاضل‌گل |
| --------- | ------ | ---- | --- | ----- | ---- | ----- | ------- | ------- |
| عراق      | ۷      | ۳    | ۲   | ۱     | ۰    | ۶     | ۱       | ۵+      |
| اردن      | ۵      | ۳    | ۱   | ۲     | ۰    | ۲     | ۰       | ۲+      |
| لبنان     | ۴      | ۳    | ۱   | ۱     | ۱    | ۳     | ۲       | ۱+      |
| قرقیزستان | ۰      | ۳    | ۰   | ۰     | ۳    | ۰     | ۸       | ۸-      |

| ۲۳ مه، ۲۰۰۰ | اردن | ۲–۰ | قرقیزستان | ورزشگاه ملک عبدالله٬ امان |
| ۲۳ مه، ۲۰۰۰ |      |     |           | ورزشگاه ملک عبدالله٬ امان |
| ۲۳ مه، ۲۰۰۰ |      |     |           | ورزشگاه ملک عبدالله٬ امان |

| ۲۳ مه، ۲۰۰۰ | عراق | ۲–۱ | لبنان | ورزشگاه ملک عبدالله٬ امان |
| ۲۳ مه، ۲۰۰۰ |      |     |       | ورزشگاه ملک عبدالله٬ امان |
| ۲۳ مه، ۲۰۰۰ |      |     |       | ورزشگاه ملک عبدالله٬ امان |

| ۲۵ مه، ۲۰۰۰ | لبنان | ۲–۰ | قرقیزستان | ورزشگاه ملک عبدالله٬ امان |
| ۲۵ مه، ۲۰۰۰ |       |     |           | ورزشگاه ملک عبدالله٬ امان |
| ۲۵ مه، ۲۰۰۰ |       |     |           | ورزشگاه ملک عبدالله٬ امان |

| ۲۵ مه، ۲۰۰۰ | اردن | ۰–۰ | عراق | ورزشگاه ملک عبدالله٬ امان |
| ۲۵ مه، ۲۰۰۰ |      |     |      | ورزشگاه ملک عبدالله٬ امان |
| ۲۵ مه، ۲۰۰۰ |      |     |      | ورزشگاه ملک عبدالله٬ امان |

| ۲۷ مه، ۲۰۰۰ | عراق | ۴–۰ | قرقیزستان | ورزشگاه ملک عبدالله٬ امان |
| ۲۷ مه، ۲۰۰۰ |      |     |           | ورزشگاه ملک عبدالله٬ امان |
| ۲۷ مه، ۲۰۰۰ |      |     |           | ورزشگاه ملک عبدالله٬ امان |

| ۲۷ مه، ۲۰۰۰ | اردن | ۰–۰ | لبنان | ورزشگاه ملک عبدالله٬ امان |
| ۲۷ مه، ۲۰۰۰ |      |     |       | ورزشگاه ملک عبدالله٬ امان |
| ۲۷ مه، ۲۰۰۰ |      |     |       | ورزشگاه ملک عبدالله٬ امان |

## مرحله حذفی

### نیمه‌نهایی
| ۳۱ مه، ۲۰۰۰ | سوریه | ۰–۰ (و.ا) پنالتی‌ها ۳-۵ | عراق | ورزشگاه ملک عبدالله٬ امان |
| ۳۱ مه، ۲۰۰۰ |       |                        |      | ورزشگاه ملک عبدالله٬ امان |
| ۳۱ مه، ۲۰۰۰ |       |                        |      | ورزشگاه ملک عبدالله٬ امان |

| ۳۱ مه، ۲۰۰۰ | ایران | ۱–۰ | اردن | ورزشگاه ملک عبدالله٬ امان |
| ۳۱ مه، ۲۰۰۰ |       |     |      | ورزشگاه ملک عبدالله٬ امان |
| ۳۱ مه، ۲۰۰۰ |       |     |      | ورزشگاه ملک عبدالله٬ امان |

### رده بندی
| ۲ ژوئن، ۲۰۰۰ | عراق | ۴–۱ | اردن | ورزشگاه ملک عبدالله٬ امان |
| ۲ ژوئن، ۲۰۰۰ |      |     |      | ورزشگاه ملک عبدالله٬ امان |
| ۲ ژوئن، ۲۰۰۰ |      |     |      | ورزشگاه ملک عبدالله٬ امان |

### فینال
| ۳ ژوئن، ۲۰۰۰ | ایران | ۱–۰ | سوریه | ورزشگاه ملک عبدالله٬ امان |
| ۳ ژوئن، ۲۰۰۰ |       |     |       | ورزشگاه ملک عبدالله٬ امان |
| ۳ ژوئن، ۲۰۰۰ |       |     |       | ورزشگاه ملک عبدالله٬ امان |

## قهرمان
| قهرمان مسابقات فوتبال غرب آسیا ۲۰۰۰ |
| ----------------------------------- |
| · ایران · اولین عنوان               |